# 国際モードルオーディションORIBE
国際モードルオーディションORIBE（こくさいモードルオーディション オリベ)は、ホリプロや岐阜県などが共催しているモードル（後述）のオーディションである。ファッションショーやファッション雑誌で活躍できるモードルの発掘とその育成を目的としている。1995年から始まった「オリベプロジェクト」の一環として2003年より開始された。

## モードルとは
「モードル」とは「モード」「モデル」「アイドル」を掛け合わせた造語で、キュートなルックスとスタイリッシュな雰囲気を持った、次世代を担う女の子たちのことを指すとされる。
2003年に第1回のオーディションが開催され、7人がモードルに選ばれた。2005年に開催された第2回でも7人がモードルに選ばれたが、フィギュアスケート選手の浅田舞がグランプリに選ばれたことが話題となった。

## 過去のグランプリ
- 第1回（2003年）：福井未菜
- 第2回（2005年）：浅田舞